# L'As de pique (bande dessinée française)
Pour les articles homonymes, voir As de pique (homonymie).
L'As de pique est une série de bande dessinée en noir et blanc.
- Scénario : Éric Corbeyran
- Dessins : Richard Guérineau

## Albums
- Tome 1 : Vue sur la mort (1994)
- Tome 2 : Un parfum de psyché (1995)
- Tome 3 : Bye bye Cahuenga (1997)

- Édition intégrale (2001)  (ISBN 2-84055-715-0)

## Publication

### Éditeurs
- Dargaud : Tomes 1 à 3 (première édition des tomes 1 à 3).
- Delcourt (Collection Encrages) : Édition intégrale (première édition de l'édition intégrale).